# Грб Дубровачко-неретванске жупаније
Грб Дубровачко-неретванске жупаније је званични грб хрватске територијалне јединице, Дубровачко-неретванска жупанија. 
Грб је у садашњем облику усвојен је 5. марта 1996. године.

## Опис грба
Грб Дубровачко-неретванске жупаније усвојен је 5. марта 1996. године. Грб се налази у средини заставе споменуте жупаније. Садржи стари дубровачки грб из 11. века, моделиран и промењене симболике. Сличан грб има место и на грбу Хрватске.
Четири беле греде на овом грбу приказује три реке Дубровачко-неретванске жупаније те најважнију, Неретву. Неретванска долина представљена је трупицом, традиционалним пловилом кориштеним на ушћу споменуте реке. У трећем пољу налази се грб Корчуле, стилизован као: Градске зидине и куле, у белим бојама, што симболизује њихову чврстоћу и снагу. На застави је грб оивичен златном бојом, што симболизује богату прошлост дубровачког краја.